# James Blunt
James Hiller Blount, poklicno znan kot James Blunt, angleški glasbenik, pevec, tekstopisec in glasbeni producent * 22. februar 1974 Tidworth, Hampshire, Anglija, Združeno kraljestvo.
Blunt je nekdanji izvidniški častnik v polku življenjske garde britanske vojske, ki je služil pod Natom med kosovsko vojno leta 1999. Po odhodu iz vojske je leta 2004 zaslovel z izidom prvega albuma Back to Bedlam, svetovno slavo pa je dosegel s singloma »Beautiful you« in »Goodbye My Lover«.
Bluntov prvi album je bil prodal v več kot 11 milijonih izvodov po vsem svetu in se uvršča na lestvico britanskih albumov in dosegel drugo mesto v ZDA. »Prelepa si« je bila številka ena v Veliki Britaniji, ZDA in ducat drugih držav. »Back to Bedlam« je bil najbolje prodajani album v 2000-ih letih v Združenem kraljestvu, in je eden najbolj prodajanih albumov v zgodovini britanskih lestvic. Blunt je od takrat prodal več kot 20 milijonov glasbenih plošč po vsem svetu. Prejel je več nagrad, med drugim dve nagradi Brit - za najboljšega britanskega moškega glasbenika leta 2006 - dve nagradi MTV Video Music Awards in dve nagradi Ivor Novello, leta 2016 pa je prejel pet nominacij za nagrado Grammy in častni doktorat za glasbo Univerze v Bristol.
Poročen je z Sofio Wellesley s katero ima dva otroka. 